# Jozef Trokan
Jozef Trokan (3. června 1919 Trenčianske Teplice – 28. května 2002 Bratislava) byl slovenský a československý vysokoškolský pedagog a politik KSČ, v době pražského jara ministr stavebnictví Československé socialistické republiky.

## Biografie
Roku 1945 vystudoval fakultu stavebního inženýrství Slovenské vysoké školy technické v Bratislavě, kde pak působil jako pedagog; nejprve coby asistent, od roku 1952 docent a od roku 1962 profesor. Byl zde proděkanem, děkanem stavební fakulty (akademický rok 1962/1963), prorektorem a v letech 1963/1964 a 1968/1969 i rektorem. Specializoval se na betonové konstrukce a mostní konstrukce z betonu. Byl mu udělen Řád Slovenského národního povstání a Vyznamenání Za zásluhy o výstavbu. V letech 1963-1968 se uvádí jako účastník zasedání Ústředního výboru Komunistické strany Slovenska, od roku 1966 členem ÚV KSS.
V dubnu 1968 získal vládní post v československé první vládě Oldřicha Černíka jako ministra stavebnictví. Portfolio si udržel do prosince 1968. Na Slovenské vysoké škole technické v Bratislavě působil do roku 1986.